# Get Behind Me Satan
Get Behind Me Satan es el quinto álbum de estudio del dúo de rock The White Stripes. Fue lanzado el 6 de junio de 2005 a nivel mundial y un día después en Estados Unidos. Aunque  manteniendo una producción básica como todos sus álbumes anteriores, Get Behind Me Satan marca un cambio desde su predecesor Elephant, incorporando un rango mayor de instrumentos como la marimba y el triángulo. Tiene, además, una influencia blues más marcada.
El líder de la banda, Jack White, grabó, escribió y produjo el disco en su casa en Detroit, Estados Unidos, dejándose de utilizar consecuentemente un equipo profesional de grabación, como había sido utilizado en sus anteriores publicaciones. Generando buenas críticas, entró en las listas de Estados Unidos y Reino Unido en el número 3. Su primer sencillo, Blue Orchid fue un gran éxito dentro del mainstream, contando con un video dirigido por Floria Sigismondi.
El segundo sencillo fue My Doorbell y el tercero fue The Denial Twist, cuyo video fue filmado por el director francés Michel Gondry.
Musicalmente se produce un acercamiento más barroco, incluyendo nuevos instrumentos, entre los cuales sobresalen la marimba, en la pista The Nurse, y el triángulo. Desde el punto de vista lírico, el disco presenta un giro hacía lo satírico, como se puede observar en las canciones My Doorbell, Passive Manipulation y Take, Take, Take. 
Fue sucedido por Icky Thump, disco de estudio, lanzado oficialmente el 19 de junio de 2007.

## Listado de canciones
1. Blue Orchid [2:37]
2. The Nurse [3:47]
3. My Doorbell [4:01]
4. Forever for Her (Is Over for Me) [3:15]
5. Little Ghost [2:18]
6. The Denial Twist [2:35]
7. White Moon [4:01]
8. Instinct Blues [4:16]
9. Passive Manipulation [0:35]
10. Take, Take, Take [4:22]
11. As Ugly as I Seem [4:09]
12. Red Rain [3:52]
13. I'm Lonely (But I Ain't That Lonely Yet) [4:19]

## Sencillos
- Blue Orchid, 18 de abril de 2005
- My Doorbell, 11 de julio de 2005
- The Denial Twist, 2005